# Eppleby
Eppleby – wieś w Anglii, w hrabstwie North Yorkshire, w dystrykcie (unitary authority) North Yorkshire. Leży 75 km na północny zachód od miasta York i 351 km na północ od Londynu.